# Les Angles (Gard)
Les Angles é uma comuna francesa na região administrativa de Occitânia, no departamento de Gard. Estende-se por uma área de 17,77 km². Em 2010 a comuna tinha 8 512 habitantes (densidade: 479 hab./km²).